# Keijo Liinamaa
Keijo Antero Liinamaa (6. duben 1929 Mänttä – 28. červen 1980 Helsinky) byl finský politik, nestraník. V roce 1975 byl krátce premiérem Finska, v úřednické vládě. V roce 1970 byl ministrem spravedlnosti a souběžně ministrem financí, v letech 1971–1972 ministrem práce, vždy v úřednických kabinetech. V letech 1965–1970 a 1979–1980 byl Národním pracovním usmiřovačem, což byl institut, který byl ve Finsku zaveden v 60. letech a jenž měl urovnávat spory mezi zaměstnanci a zaměstnavateli a odvracet hrozbu stávek, což se mu vesměs dařilo. Vystudoval práva na Helsinské univerzitě, poté pracoval pro odbory.